# دستکش طلایی لیگ برتر فوتبال انگلستان
دستکش طلایی لیگ برتر فوتبال انگلستان یک جایزه سالانه فوتبال است که به یک دروازه‌بان که بیشترین دروازه‌بسته (کلین‌شیت) را در یک فصل از لیگ برتر فوتبال انگلستان داشته‌باشد، اهدا می‌شود. در فوتبال، وقتی مدافعان و دروازه‌بان یک تیم در طول یک بازی هیچ گلی نخورند و دروازه‌شان در اصطلاح «باز» نشود، «کلین‌شیت» گویند. برای اهداف حمایت مالی، از آغاز اهدای این جایزه، یعنی فصل ۰۵–۲۰۰۴ تا فصل ۱۶–۲۰۱۵، این جایزه، دستکش طلایی بارکلیز و از فصل ۱۸–۲۰۱۷ تا ۲۰–۲۰۱۹، دستکش طلایی کدبری نام دارد.
لیگ برتر فوتبال انگلستان در سال ۱۹۹۲ شکل گرفت؛ زمانی که اعضای لیگ دسته اول فوتبال انگلستان از لیگ فوتبال انصراف دادند. این باشگاه‌ها یک لیگ مستقل تجاری جدید را ایجاد کردند که مذاکرات مربوط به حق پخش و حمایت مالی خود را انجام داده‌است. در اصل، دستکش طلایی فقط به یک فرد می‌توانست تعلق بگیرد و در حالت تساوی (گره)، فردی که نسبت تعداد کلین‌شیت به بازی بهتری داشت، جایزه را دریافت می‌کرد. اما در فصل ۱۴–۲۰۱۳، این جایزه بدون در نطر گرفتن تعداد بازی، به دو دروازه‌بان اهدا شد.
در سال ۲۰۰۵، پیتر چک از چلسی نخستین برندهٔ جایزه دستکش طلایی بود. ۲۴ کلین‌شیت چک در یک فصل، همچنان بهترین آمار در این زمینه می‌باشد. چک و جو هارت با ۴ بار دریافت این جایزه رکورددار کسب این عنوان می‌باشند. چک همچنین تنها دروازه‌بانی است که با دو باشگاه مختلف این عنوان را به‌دست آورده‌است (به همراه چلسی و آرسنال). پپه رینا دروازه‌بان لیورپول، اولین دروازه‌بانی است که توانسته سه سال پیاپی این عنوان را از آن خود بکند (از سال ۲۰۰۵ تا ۲۰۰۸). بعدها، جو هارت به همراه منچستر سیتی این موفقیت را تکرار کرد (از سال ۲۰۱۰ تا ۲۰۱۳).
در فصل ۰۹–۲۰۰۸، ادوین فن در سار با عبور از رکورد ۱۰ کلین‌شیت متوالی پیتر چک، توانست رکورد ۱۴ بازی متوالی در بسته نگه‌داشتن دروازه را ثبت کند. فن در سار توانست ۱۳۱۱ دقیقه دروازه‌اش را بسته نگه‌دارد. در این روند، رکورد لیگ برتری چک (۱۰۲۵ دقیقه)، رکورد لیگ فوتبالی استیو دث (۱۱۰۳ دقیقه) و همچنین رکورد تمام لیگ‌ها در بریتانیا (۱۱۵۵ دقیقه)، برای بیشترین دقیقه بدون گل‌خورده را بشکند.

## برنده‌ها

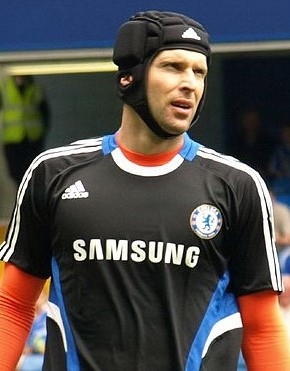
پیتر چک نخستین برندهٔ این عنوان در سال ۲۰۰۵ و دیگر رکورددار کسب این عنوان.

| بازیکن (تعداد)                            | نام بازیکن و تعداد عنوان‌های کسب‌شده (اگر بیشتر از یک‌بار باشد) |
| multiple award winners in the same season | نشان دهندهٔ برندگان مشترک جایزه در یک فصل                     |
| Club were Premier League champions        | قهرمانی باشگاه در آن فصل لیگ برتر فوتبال انگلستان            |

| فصل     | بازیکن               | ملیت     | باشگاه          | تعداد کلین شیت | منبع          |
| ------- | -------------------- | -------- | --------------- | -------------- | ------------- |
| ۰۵–۲۰۰۴ | پیتر چک              | چک       | چلسی            | ۲۴             | [ ۵ ]         |
| ۰۶–۲۰۰۵ | خوزه مانوئل رینا     | اسپانیا  | لیورپول         | ۲۰             | [ ۲ ]         |
| ۰۷–۲۰۰۶ | خوزه مانوئل رینا (۲) | اسپانیا  | لیورپول         | ۱۹             | [ ۱۲ ]        |
| ۰۸–۲۰۰۷ | خوزه مانوئل رینا (۳) | اسپانیا  | لیورپول         | ۱۸             | [ ۱۳ ] [ ۱۴ ] |
| ۰۹–۲۰۰۸ | ادوین فن در سار      | هلند     | منچستر یونایتد  | ۲۱             | [ ۸ ] [ ۱۵ ]  |
| ۱۰–۲۰۰۹ | پیتر چک (۲)          | چک       | چلسی            | ۱۷             | [ ۲ ]         |
| ۱۱–۲۰۱۰ | جو هارت              | انگلستان | منچستر سیتی     | ۱۸             | [ ۱۶ ] [ ۱۷ ] |
| ۱۲–۲۰۱۱ | جو هارت (۲)          | انگلستان | منچستر سیتی     | ۱۷             | [ ۱۸ ]        |
| ۱۳–۲۰۱۲ | جو هارت (۳)          | انگلستان | منچستر سیتی     | ۱۸             | [ ۶ ] [ ۱۹ ]  |
| ۱۴–۲۰۱۳ | پیتر چک (۳)          | چک       | چلسی            | ۱۶             | [ ۲۰ ]        |
| ۱۴–۲۰۱۳ | وویتخ شتزنی          | لهستان   | آرسنال          | ۱۶             | [ ۲۰ ]        |
| ۱۵–۲۰۱۴ | جو هارت (۴)          | انگلستان | منچستر سیتی     | ۱۴             | [ ۲۱ ]        |
| ۱۶–۲۰۱۵ | پیتر چک (۴)          | چک       | آرسنال          | ۱۶             | [ ۲۲ ]        |
| ۱۷–۲۰۱۶ | تیبو کورتوا          | بلژیک    | چلسی            | ۱۶             | [ ۲۳ ]        |
| ۱۸–۲۰۱۷ | داوید د خیا          | اسپانیا  | منچستر یونایتد  | ۱۸             | [ ۲۴ ]        |
| ۱۹–۲۰۱۸ | الیسون بکر           | برزیل    | لیورپول         | ۲۱             | [ ۲۵ ]        |
| ۲۰–۲۰۱۹ | ادرسون مورائس        | برزیل    | منچستر سیتی     | ۱۶             | [ ۲۶ ]        |
| ۲۱–۲۰۲۰ | ادرسون مورائس (۲)    | برزیل    | منچستر سیتی     | ۱۹             | [ ۲۷ ]        |
| ۲۲–۲۰۲۱ | آلیسون (۲)           | برزیل    | لیورپول         | ۲۰             | [ ۲۸ ]        |
| ۲۲–۲۰۲۱ | ادرسون مورائس (۳)    | برزیل    | منچستر سیتی     | ۲۰             | [ ۲۸ ]        |
| ۲۳–۲۰۲۲ | داوید د خیا (۲)      | اسپانیا  | منچستر یونایتد  | ۱۷             | [ ۲۹ ]        |
| ۲۴–۲۰۲۳ | داوید رایا (۱)       | اسپانیا  | آرسنال          | ۱۶             |               |
| ۲۵–۲۰۲۴ | داوید رایا (۲)       | اسپانیا  | آرسنال          | ۱۳             |               |
| ۲۵–۲۰۲۴ | متز سلز              | بلژیک    | ناتینگهام فارست | ۱۳             |               |

## جوایز برنده‌شده بر پایه ملیت
| کشور     | بازیکن | کل |
| -------- | ------ | -- |
| اسپانیا  | ۳      | ۷  |
| برزیل    | ۲      | ۵  |
| چک       | ۱      | ۴  |
| انگلستان | ۱      | ۴  |
| بلژیک    | ۲      | ۲  |
| هلند     | ۱      | ۱  |
| لهستان   | ۱      | ۱  |

## جوایز برنده‌شده بر پایه باشگاه
| باشگاه          | بازیکن | کل |
| --------------- | ------ | -- |
| منچستر سیتی     | ۲      | ۷  |
| لیورپول         | ۲      | ۵  |
| آرسنال          | ۳      | ۴  |
| چلسی            | ۲      | ۴  |
| منچستر یونایتد  | ۲      | ۳  |
| ناتینگهام فارست | ۱      | ۱  |